# Femhundra
Femhundra, även kallat femhundra rummy eller pinochle rummy, är ett kortspel som hör till rummy-familjen och är nära besläktat med det mer kända kortspelet canasta. Spelet går ut på att bli av med korten på handen genom att lägga ut dem i så många och så värdefulla kombinationer som möjligt. Som kombinationer räknas tretal och fyrtal av kort i samma valör samt sekvenser av tre eller flera kort i samma färg. 
Spelarna får i given sju kort var. Resterande kort utgör en talong, vars översta kort vänds upp och bildar början på högen. Spelföringen tillgår som så att den spelare som är i tur först drar ett kort från talongen eller tar upp hela högen på hand, därefter lägger ut eventuella kombinationer (eller bygger vidare på redan utlagda kombinationer), och sedan avslutar genom att lägga ett kort med framsidan uppåt på högen. 
Till skillnad mot de flesta andra rummyspel ska i femhundra en spelare som väljer att ta kort från högen inte ta enbart det översta kortet, utan samtliga kort som för tillfället ligger i högen. Spelaren måste kunna använda minst ett av korten i högen till en kombination tillsammans med något eller några kort från handen. 
Det är tillåtet att lägga ut kort som bygger vidare på motspelarnas kombinationer. Dessa kort ska spelaren placera bland sina egna utlagda kort.
Given är slut när någon spelare lagt ut sitt sista kort. Spelarna får pluspoäng för utlagda kort enligt en särskild värdeskala, och minuspoäng för de kort som är kvar på handen.
Spelet fortgår till dess en eller flera spelare uppnått 500 poäng.